# Ян Мікельсен
Ян Мунк Мікельсен (дан. Jan Munk Michaelsen, нар. 28 листопада 1970, Нант, Франція) — данський футболіст, що грав на позиції півзахисника. По завершенні ігрової кар'єри — тренер.
Виступав, зокрема, за клуб «Панатінаїкос», а також національну збірну Данії.

## Клубна кар'єра
У дорослому футболі дебютував 1991 року виступами за команду клубу «Свендборг», в якій провів один сезон. 
Згодом з 1992 по 2001 рік грав у складі команд клубів «Ванлосе», «Еллеруп» та «Академіск».
Своєю грою за останню команду привернув увагу представників тренерського штабу клубу «Панатінаїкос», до складу якого приєднався 2001 року. Відіграв за клуб з Афін наступні три сезони своєї ігрової кар'єри. Більшість часу, проведеного у складі «Панатінаїкоса», був основним гравцем команди.
Завершив професійну ігрову кар'єру у клубі «Гамаркамератене», за команду якого виступав протягом 2004—2007 років.

## Виступи за збірну
2000 року дебютував в офіційних матчах у складі національної збірної Данії. Протягом кар'єри в національній команді, яка тривала 5 років, провів у формі головної команди країни 19 матчів, забивши 1 гол.
У складі збірної був учасником чемпіонату світу 2002 року в Японії і Південній Кореї.

## Кар'єра тренера
Розпочав тренерську кар'єру невдовзі по завершенні кар'єри гравця, 2009 року, увійшовши до тренерського штабу клубу «Копенгаген».
З 2012 по 2016 рік очолював юнацьку збірну Данії U17.
2018 року працював головним тренером данського клубу «Фремад Амагер»а, 2019 року асистентом головного тренера команди «Вендсюссель».

## Титули і досягнення
«Академіск БК»
- Кубок Данії: 1998–99
- Суперкубок Данії: 1999

«Панатінаїкос»
- Чемпіон Греції: 2003–04
- Володар Кубка Греції: 2003–04